# Cratere Alcinous
Alcinous è un cratere sulla superficie di Teti.